# Kadaka (Ridala)
Kadaka – wieś w Estonii, w prowincji Lääne, w gminie Ridala.